# Tellurure

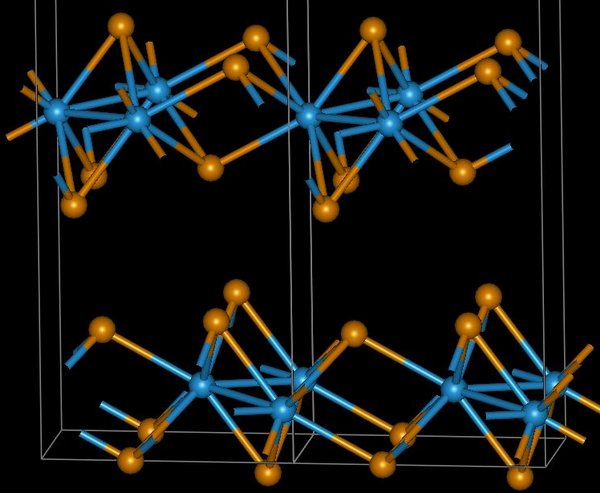
Visualisation de la structure WTe2 en 1992

Un tellurure est un composé chimique contenant formellement l'ion Te2−. D'un point de vue chimique, ce sont les analogues tellurés des oxydes, des sulfures et des séléniures.
Ils présentent souvent d'intéressants effets semiconducteurs et thermoélectriques, d'où leur utilisation dans certains domaines de pointe tels que l'astronautique dans les générateurs thermoélectriques à radioisotope de nouvelle génération (MMRTG de la mission Mars Science Laboratory par exemple) qui fonctionnent avec une jonction PbTe/TAGS, c'est-à-dire tellurure de plomb PbTe / tellurures d'antimoine Sb2Te3, de germanium GeTe et d'argent Ag2Te.

## Tellurures inorganiques
Beaucoup de tellurures métalliques sont connus, dont certains tellurures minéraux (en). Ceux-ci comprennent les tellurures naturels d'or, tels que la calavérite et la krennerite (AuTe2), et la sylvanite (AgAuTe4). Ce sont des minerais mineurs d'or, bien qu'il s'agisse des principaux composés d'or d'occurrence naturelle (quelques autres composés naturels d'or, tels que le bismuthure maldonite (Au2Bi) et l'antimoniure aurostibite (AuSb2), sont connus). Bien que la liaison dans ces matériaux soit souvent assez covalente, ils sont décrits par commodité comme des sels de Te2−. Avec cette approche, Ag2Te est composé de Ag+ et de Te2−.